# Október 28.
Október 28. az év 301. (szökőévben 302.) napja a Gergely-naptár szerint. Az évből még 64 nap van hátra.
Névnapok: Simon, Szimonetta + Acél, Alfréd, Alfréda, Cirilla, Júdás, Sion, Szalvia, Szalviusz, Szimóna, Szimonett, Taddeus, Tádé, Tömör, Zsálya

## Események
- 1262 – IV. Béla király széles körű kiváltságot ad az esztergomi érseknek.
- 1533 – Medici Katalin házassága Orléans-i Henrikkel.
- 1593 – A magyar királyi csapatok ostrom alá veszik Székesfehérvárt.
- 1599 – a selleberki csatában II. Mihály havasalföldi fejedelem serege legyőzi Báthory András erdélyi fejedelem csapatait.
- 1746 – Földrengés pusztítja el Limát és Callao-t Peruban.
- 1831 – Michael Faraday kémikus és fizikus bemutatja az első dinamót
- 1877 – Megnyitják a Nyugati pályaudvart.
- 1886 – Leleplezik a New York-i A Szabadság megvilágosítja a világot (ismertebb nevén Szabadság-szobor) névre keresztelt, fáklyát tartó női alakot ábrázoló műalkotást, mely a Francia Köztársaság ajándéka az Egyesült Államok népének.
- 1897 – Létrejön a muraszombati központú magyarosító Vendvidéki Közművelődési Egyesület, amelyet az első világháború végén betiltanak a jugoszláv hatóságok.
- 1914 – Az antanthatalmak: Nagy-Britannia, Franciaország és Oroszország hadat üzennek az Oszmán Birodalomnak.
- 1918 – Létrejön a Csehszlovák Köztársaság.
- 1922 – Benito Mussolini bevonul Rómába (Marcia su Roma).
- 1940 – Olaszország megtámadja Görögországot.
- 1948 – Izrael Állam zászlaja hivatalossá válik.
- 1958 – A konklávé pápává választja Angelo Giuseppe Roncalli velencei pátriárkát, aki XXIII. Jánosként vonul be a történelembe.
- 1962 – Nyikita Hruscsov szovjet pártfőtitkár bejelenti, hogy visszavonják Kubából az atomrakétákat. Lezárul a kubai rakétaválság.
- 1971 – Anglia az ausztráliai Woomera bázisról felbocsátott Prospero X–3 műholddal hatodikként belép az űrhatalmak táborába.
- 1978 – Magyarországon bevezetik a személyi számot, mint személyi azonosító jegyet.[1]

## Sportesemények
Formula–1
- 1951 –  spanyol nagydíj, Pedralbes - Győztes: Juan Manuel Fangio  (Alfa Romeo)
- 2012 –  indiai nagydíj, Újdelhi - Győztes: Sebastian Vettel  (Red Bull Racing)
- 2018 –  mexikói nagydíj, Autódromo Hermanos Rodríguez - Győztes: Max Verstappen  (Red Bull-TAG Heuer Renault)

## Születések
- 1435 – Andrea della Robbia firenzei szobrász, Luca della Robbia unokaöccse († 1525)
- 1497 – Batthyány Ferenc horvát bán († 1566)
- 1641 – Cseles Márton jezsuita hittudós († 1709)
- 1756 – Hadik Károly József magyar származású osztrák császári katonatiszt, altábornagy. Hadik András osztrák tábornagy fia († 1800)
- 1759 – Georges Jacques Danton ügyvéd, politikus, a francia forradalom egyik kimagasló alakja († 1794)
- 1796 – Bezerédj István bezerédi, reformkori politikus, kiváló szónok († 1856)
- 1815 – Ľudovít Štúr a szlovák nemzeti mozgalom vezetője, a szlovák irodalmi nyelv megteremtője, az 1848–49-es forradalom és szabadságharc ellen harcoló szlovák önkéntes résztvevőinek toborzója, egy, a Magyar Királyság országgyűlésében is részt vevő politikus, költő, író, újságíró, tanár, filozófus és nyelvész volt
- 1837 – Tokugava Josinobu, az utolsó japán sógun († 1913)
- 1843 – Báró Bánffy Dezső magyar politikus, miniszterelnök († 1911)
- 1861 – Acsay Antal piarista szerzetes, főiskolai tanár, író († 1918)
- 1880 – Hatvany Lajos magyar író, költő, kritikus, irodalomtörténész, az MTA tagja († 1961)
- 1889 – Petényi Géza gyermekgyógyász, egyetemi tanár, az MTA tagja († 1965)
- 1893 – Farkas Imre politikus, országgyűlési képviselő († 1955)
- 1902
  - Ligeti Lajos nyelvész, orientalista, egyetemi tanár, az MTA tagja († 1987)
  - Széchenyi Lajos földbirtokos, országgyűlési képviselő († 1963)
- 1903 – Evelyn Waugh angol író († 1966)
- 1911 – Lőrincz Márton magyar birkózó, olimpiai bajnok († 1969)
- 1914 – Dr. Jonas Edward Salk, a paralízis elleni vakcina kidolgozója († 1995)
- 1919 – Hans Klenk német autóversenyző († 2009)
- 1919 – Walt Hansgen (Walter Hansgen) amerikai autóversenyző († 1966)
- 1923 – Kormos István magyar író, költő, műfordító, szerkesztő († 1977)
- 1929 – Vámos Ilona magyar színésznő († 2009)
- 1930 – Bernie Ecclestone (Bernard Charles Ecclestone) brit autóversenyző, menedzser, a Formula–1 kereskedelmi jogainak birtokosa
- 1930 – Dobos László szlovákiai magyar író, politikus († 2014)
- 1931 – Csányi János magyar operaénekes, színész († 2024)
- 1933 – Manuel Francisco dos Santos „Garrincha”, kétszeres világbajnok brazil labdarúgó († 1983)
- 1937 – Adolf Sájevics Oroszország főrabbija
- 1937 – Graham Bond angol zenész, zenekarvezető, „a brit blues királya” († 1974)
- 1939 – Halász Péter agrármérnök, néprajzkutató
- 1941 – Csikos Sándor Kossuth- és Jászai Mari-díjas magyar színész, érdemes és kiváló művész, a nemzet színésze
- 1941 – Hank Marvin (er. Brian Robson Rankin) angol zenész, a Shadows együttes gitárosa
- 1942 – Szakály Ferenc magyar történész, az MTA levelező tagja († 1999)
- 1944 – Dombóvári Gábor magyar újságíró
- 1944 – Coluche (er. Michel Colucci) francia színész, humorista († 1986)
- 1944 – Schmidt Gábor magyar kertészmérnök, növénynemesítő, egyetemi tanár († 2014)
- 1947 – Horváth Károly (Charlie) Liszt Ferenc-díjas magyar énekes
- 1948 – Ördögh Szilveszter magyar író, műfordító († 2007)
- 1951 – Gryllus Vilmos  kétszeres Kossuth-díjas magyar zenész, előadóművész, zeneszerző
- 1952 – Csernák János magyar színész
- 1953 – Kertész Péter római katolikus pap, püspöki tanácsos
- 1955 – Bill Gates amerikai üzletember, a Microsoft alapító tulajdonosa
- 1955 – Tarcsai Szabó Tibor magyar író, meseíró
- 1956 – Csere Ágnes magyar színésznő
- 1956 – Mahmud Ahmadinezsád az Iráni Iszlám Köztársaság hatodik elnöke
- 1960 – Szokol Péter magyar színész, szinkronszínész
- 1963 – Eros Ramazzotti olasz énekes
- 1967 – Kéner Gabriella magyar színésznő
- 1967 – Mics Ildikó magyar színésznő, szinkronszínésznő
- 1967 – Julia Roberts Oscar-díjas amerikai színésznő
- 1969 – Benkő Géza színész, rendező († 2017)
- 1974 – Joaquin Phoenix Oscar-díjas amerikai színész
- 1974 – Nelly Ciobanu moldáv énekesnő
- 1977 – Moser Károly magyar szinkronszínész
- 1981 – Milan Baroš cseh labdarúgó
- 1981 – Uke Jutaka a the GazettE japán együttes dobosa
- 1988 – Devon Murray ír színész

## Halálozások
- 312 – Maxentius a Római Birodalom augustusa (* 278 körül)
- 1755 – Joseph Bodin de Boismortier francia barokk zeneszerző (* 1689)
- 1841 – Johan August Arfwedson svéd kémikus a lítium felfedezője (* 1792).
- 1844 – Kisfaludy Sándor magyar költő (* 1772)
- 1880 – Hüll Ferenc tótsági esperes (* 1800)
- 1929 – Osvát Ernő magyar író, lapszerkesztő (* 1876)
- 1932 – Laczkó Dezső magyar geológus, paleontológus, piarista tanár (* 1860)
- 1943 – Stein Aurél magyar régész, utazó (* 1862)
- 1953 – Máriássy Mihály magyar földbirtokos, jogász, országgyűlési képviselő (* 1878)
- 1954 – Nagy Lajos magyar író, publicista (* 1883)
- 1964 – Szabó Károly műszerész, 1944-ben a svéd követségen Raoul Wallenberg munkatársa (* 1916)
- 1970 – Simon Böske az első magyar szépségkirálynő, aki egyben Európa első szépségkirálynője is (* 1909)
- 1973 – Gyurkovics Mária magyar opera-énekesnő (* 1913)
- 1979 – Csűrös Zoltán vegyészmérnök, műegyetemi tanár, tanszékvezető, az MTA tagja (* 1901).
- 2006 – Bence György magyar filozófus (* 1941)
- 2008 – Vay Ilus magyar színésznő (* 1923)
- 2011 – Kárpáti Tibor magyar színész (* 1949)
- 2015 – Kálmán Attila magyar pedagógus, gimnáziumigazgató, országgyűlési képviselő, államtitkár (* 1938)
- 2021 – Zelei Miklós magyar költő, író, újságíró (* 1948)
- 2022 – Jerry Lee Lewis amerikai énekes, zeneszerző, zongorista (* 1935)
- 2023 – Matthew Perry kanadai-amerikai színész, humorista, producer, forgatókönyvíró és drámaíró (* 1969)

## Nemzeti ünnepek, emléknapok, világnapok
- Csehország nemzeti ünnepe: az 1918-as függetlenség elnyerése, elszakadás az Osztrák–Magyar Monarchiától, a Csehszlovák Köztársaság létrejötte)
- Görögország nemzeti ünnepe.
- az Animáció Világnapja, ugyanis a rajzfilmkészítés úttörőjének számító Emile Reynaud ezen a napon nyitotta meg Optikai Színházát Párizsban, 1892-ben. Megünneplését az ASIFA nemzetközi szervezete kezdeményezte 2002-ben